# Valkeřice
Obec Valkeřice (německy Algersdorf) je protáhlá údolní lánová ves při východní hranici Ústeckého kraje v okrese Děčín. Nachází se v severovýchodní části Chranéné krajinné oblasti České středohoří zhruba čtyři kilometry jihojihovýchodně od Benešova nad Ploučnicí a dvanáct kilometrů od okresního města Děčína. Srovnatelně vzdálena jsou také města Ústí nad Labem (20 km), Litoměřice (23 km) a Česká Lípa (14 km), která už leží v Libereckém kraji, jehož hranice vede tři kilometry východně od vesnice. Je vesnicí uličního typu a většina domů stojí podél silnice II/240. V obci žije 404 obyvatel. V katastrálním území Valkeřic leží téměř zaniklá osada Sluková, která byla po roce 1945 vysídlena. 

## Historie
Valkeřice byly založeny ve 13. století během vrcholně středověké kolonizace vedené pány z Michalovic z hradu Ostrý (Scharfenstein) u Benešova nad Ploučnicí. Vznikly spojením dvou vesnic: farní vsi Pertoltice (Bertholdsdorf) a vsi Erkeřice (Elgersdorf) s tvrzí. Jako dvě samostatné části byly Horní Valkeřice (Ober-Algersdorf), tj. Pertoltice, a Dolní Valkeřice (Nieder-Algersdorf), tj. Erkeřice, rozlišovány ještě v 19. století.
Obě vsi jsou poprvé doloženy v roce 1363. Počátkem 15. století ves získal rod Pojetických. V letech 1509–1527 se Albrecht z Pojetic stal také majitelem statku a tvrze v Konojedech. Saský rod Pojetických se tehdy začal psát Konojedští z Pojetic. Konojedská tvrz byla Vilémem Konojedským z Pojetic v 16. století přestavěna na renesanční zámek. Vilém Konojedský z Pojetic, který zemřel roku 1558, si dal v roce 1545 do obnovených zemských desek vložit zápis na Konojedy a Valkeřice. Konojedští z Pojetic ztratili Valkeřice společně s celým konojedským panstvím po roce 1620, protože Albrecht Konojedský z Pojetic se během stavovského povstání postavil na stranu proti císaři Ferdinandovi II. Jeho majetek byl následně zkonfiskován a v roce 1623 jej koupil tehdejší zemský hejtman v Kladsku, Adam Gotfrýd Berka z Dubé, za 53 785 kop grošů míšeňských. Po Adamu Gotfrýdovi Berkovi z Dubé přešlo konojedské panství, kam náležely i Valkeřice, na jeho sestru Alenu Elišku provdanou za Zdeňka Lva Libštejnského z Kolovrat. Ta byla v roce 1632 přepadena loupežníky a smrtelně zraněna. Konojedské panství tak zůstalo v držení Zdeňka Lva Libštejnského z Kolovrat, jehož druhou ženou se stala Kateřina z Vrtby. Zdeněk Lev Libštejnský z Kolovrat dosáhl za vlády Ferdinanda III. ve třicátých letech 17. století velké kariéry: císař jej jmenoval hejtmanem litoměřického a boleslavského kraje. V roce 1638 dokonce získal čestný titul královského podkomoří. Libštejnský z Kolovrat se ovšem zadlužil, a tak bylo konojedské panství po jeho smrti prodáno v roce 1650 jeho dědici, generálu jízdy Janu Antonínu Šporkovi.

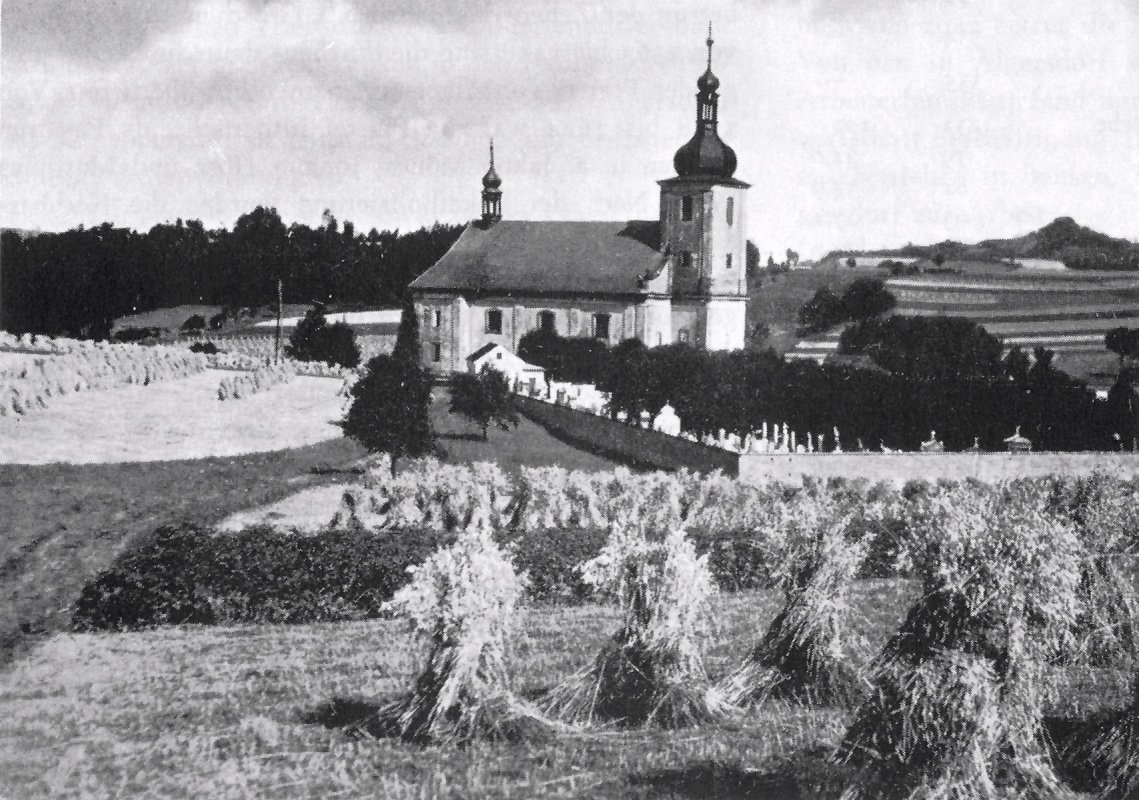
Valkeřický kostel sv. Barbory, zničený v roce 1975 na základě rozhodnutí představitelů okresu Děčín

V roce 1654 bylo ve Valkeřicích doloženo 58 poddanských gruntů, z toho 42 selských usedlostí, a dále 34 domků na obecní půdě. Přelom 17. a 18. století, doba vrcholného baroka, je stejně jako jinde v Čechách i ve Valkeřicích dobou rozkvětu vesnice a celého konojedského panství. Tato doba je totiž spojena s význačnou osobou Františka Antonína hraběte Šporka. Hrabě František Antonín Špork věnoval péči nejen Kuksu a Lysé nad Labem, nýbrž i panství konojedskému, které po Janu Antonínovi Šporkovi převzal v roce 1679. Konojedský zámek dal barokně upravit, a protože jej považoval spíše za hospodářské centrum panství, zřídil v roce 1696 v tamním zámku i špitál a lékárnu pro 45 chudých. Jako vášnivý lovec zaměřil svoji pozornost na Valkeřice: v roce 1701 dal v horní části Valkeřic, na návrší směrem na Blankartice, vystavět lovecký zámeček podle plánů barokního stavitele a řezbáře Zachariase Hoffmanna. Nová barokní fara byla vystavěna v roce 1704.
Hrabě František Antonín Špork měl itinerář s pevnými pravidly. Když jezdil na konojedské panství, zásadně se zdržoval ve Valkeřicích. Dochované podrobné údaje z let 1705–1710 o pobytu hraběte Šporka ve Valkeřicích dokládají, že do Valkeřic jezdil pravidelně každoročně na několik dnů až týdnů. Jeho nejdelší zaznamenaný souvislý pobyt v loveckém zámečku ve Valkeřicích trval dva měsíce. Ve Valkeřicích pobýval vždy během podzimní lovecké sezóny v rozmezí září až listopadu. V okolí Valkeřic bylo rozmístěno několik čihadel. Oblíbenou pochoutkou byly zvláště sluky, na jejichž výskyt upomíná i název zaniklé vsi Sluková v katastru Valkeřic.
V roce 1712 se dcera Františka Antonína Šporka, Anna Kateřina, provdala za Františka Karla Rudolfa Swéertse, který sňatkem rozšířil své rodové jméno a znak o znak a jméno Šporků. František Antonín Špork ve druhém desetiletí 18. století přestal do Valkeřic jezdit a zůstával v Lysé nad Labem. Jeho zeť František Karel Rudolf Swéerts-Špork byl ve Valkeřicích prokazatelně pouze jednou, a to za úředními záležitostmi, nikoliv kvůli lovu. Lovecký zámeček ve Valkeřicích již nebyl využíván, a proto byl po roce 1720 ubourán. Zdivo bylo použito ke stavbě nového barokního kostela svaté Barbory, který navrhl opět Zacharias Hoffmann a vystavěn byl v letech 1724–1728. Někdejší podoba loveckého zámečku ve Valkeřicích je zachycena na mědirytu Johanna Georga Mauritia Vogta (1669–1730) ve sbírce Das jetzt-lebende Königreich Böhmen (Současnost Království českého) z roku 1712. V 19. století sloužil zbytek někdejšího loveckého zámečku jako výrobna přadláckých strojů průmyslníka Leitenbergera, který v okolí zakládal přádelny bavlny. Stavba později zchátrala a zdivo bylo rozebráno. Z konojedského zámku se stal 1746 servitský klášter pro 26 řeholníků. Za uzdravení svého jediného syna jej tam dal zřídil František Karel Rudolf Swéerts-Špork.
V 18. a 19. století vesnice Valkeřice zaznamenala prudký demografický rozvoj. Tereziánský katastr eviduje nárůst počtu stavení na 153, v roce 1770 dosáhl celkový počet domů čísla 244 a roku 1848 již 263 domů a 1329 obyvatel. Valkeřice se tak velikostí vyrovnaly řadě menších měst (byly větší než nedaleké Verneřice). Součástí konojedského panství byly Valkeřice až do konce období feudalismu a do roku 1802, respektive 1804, ji drželi Swéerts-Šporkové.

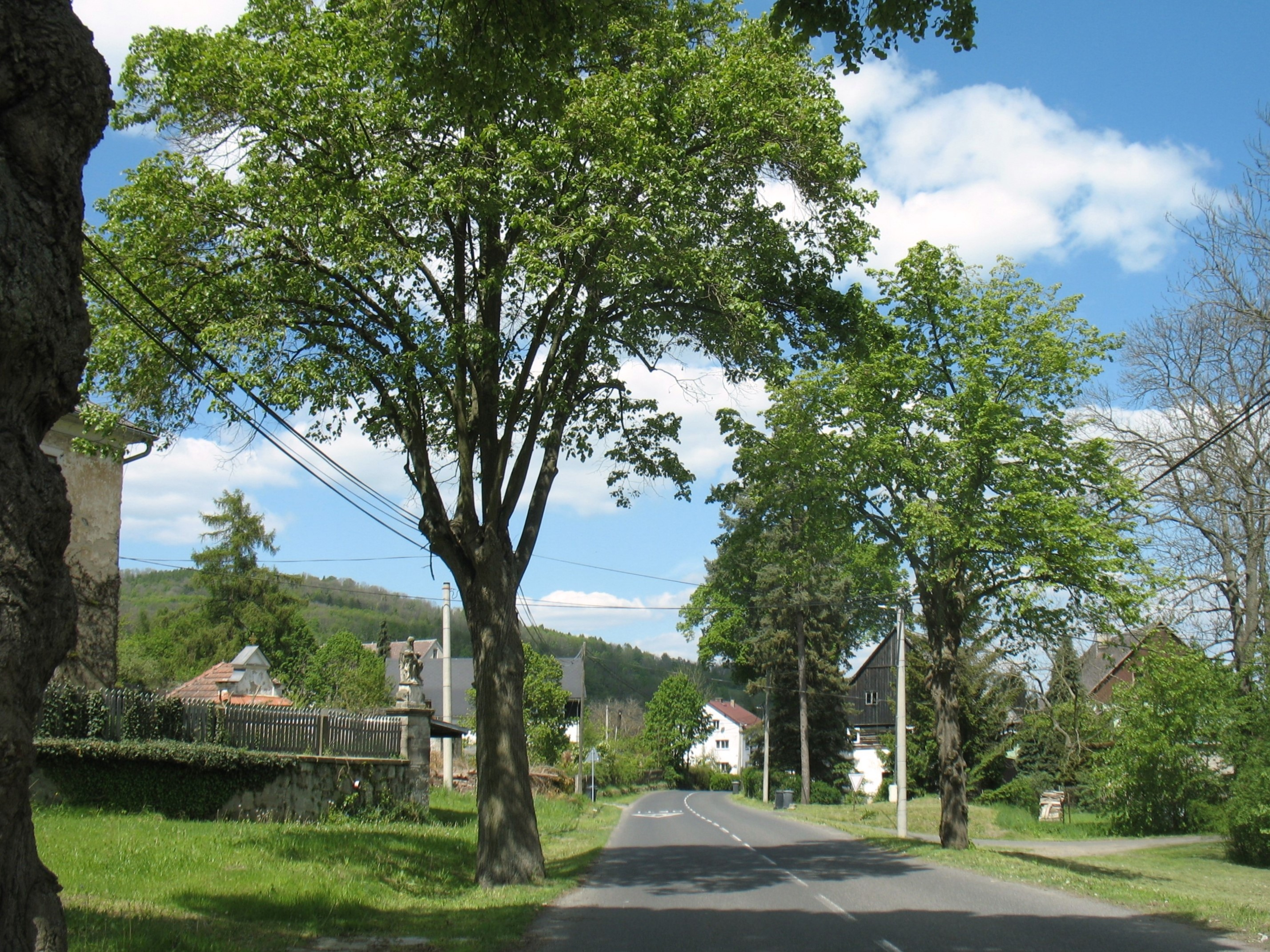
Silnice II/240, směřující do Františkova nad Ploučnicí, vede mezi zástavbou v horní třetině obce

Valkeřice jakožto někdejší dvě vsi Pertoltice a Erkeřice patří mezi vrcholně středověká kolonizační sídla s údolním lánovým uspořádáním, které je typické pro severní a severovýchodní část Českého středohoří. Obdobné schéma mají také sousední Merboltice a Blankartice, a dále např. Fojtovice, Valteřice nebo Volfartice. Základem půdorysu vsi je zástavba velkých usedlostí ve dvou řadách umístěných nad potoční nivou v relativně velkých vzdálenostech. Na jednotlivé usedlosti navazovaly rovnoběžně vymezené pásy záhumenicové plužiny. Od konce 17. století do druhé poloviny 19. století byly obecní pozemky v bezprostředním okolí Valkeřického potoka postupně zastavovány chalupnickými a hlavně domkářskými staveními. Centrem s návsí se dodatečně stala horní třetina Valkeřic v okolí kostela svaté Barbory, fary, školy a bývalé rychty. Od impozantně situovaného kostela cesta pokračovala vzhůru alejí k loveckému zámečku.
Na místě bývalých obecních pastvin byla v letech 1763–1779 založena osada Sluková. Obyvatelé Valkeřic se v 18. století živili i pěstováním chmele a lnu, který se zde i zpracovával. Východně od Slukové, v údolí Merboltického potoka při cestě do Verneřic, stávala leitenbergerovská kartounka, továrna na potiskování bavlněných látek. Na svazích nad ní bylo několik uhelných dolů. Na více místech Verneřicka se těžilo kvalitní uhlí a trachyt používaný jako materiál pro kamenické články na stavbách v širokém okolí: okenní ostění, schodišťové stupně, dlažby a sloupy v síních a chlévech. K Valkeřicím patřila i skupina domů s mlýnem v hlavním údolí Ploučnice.

## Přírodní poměry
Valkeřice leží na území CHKO České středohoří. V rámci dalšího členění Českého středohoří je obec součástí geomorfologického podcelku Verneřické středohoří a jeho okrsku Bukovohorské středohoří. V rámci Bukovohorského středohoří leží Valkeřice v tzv. Valkeřické pahorkatině. Na jihu, ve své horní části, je údolí mělké, široce rozevřené a přechází plochým sedlem do podobně otevřeného údolí Merboltického potoka. Směrem k severu se prohlubuje a zužuje až do podoby úzkého kaňonu. Výraznou horou této části Českého středohoří je vulkanický čedičový suk Kohout (589 m n. m.) s rozhlednou SZ od obce. Vesnice leží v průměrné nadmořské výšce 390 metrů, nicméně rozdíl mezi nejvýše položeným domem (491 metrů nad mořem) a nejníže položeným domem obce (285 metrů nad mořem) je více než 200 metrů.
Z jihovýchodu odděluje obce Valkeřice a Merboltice Zaječí vrch (556 m n. m.). Na severovýchodě leží mezi Valkeřicemi a Merbolticemi vrch Kamenec (519 m n. m.), na jehož svazích byla v roce 1993 vyhlášena přírodní rezervace Kamenná hůra s výskytem čedičových sutí a ledových jam.
Údolím protéká Valkeřický potok, který pramení v horní části vesnice a ve Františkově nad Ploučnicí se vlévá do řeky Ploučnice.

## Obyvatelstvo
|                                                      | 1869  | 1880  | 1890  | 1900  | 1910  | 1921  | 1930  | 1950 | 1961 | 1970 | 1980 | 1991 | 2001 | 2011 |
| ---------------------------------------------------- | ----- | ----- | ----- | ----- | ----- | ----- | ----- | ---- | ---- | ---- | ---- | ---- | ---- | ---- |
| Obyvatelé                                            | 1 572 | 1 651 | 1 621 | 1 638 | 1 662 | 1 582 | 1 687 | 726  | 555  | 499  | 456  | 369  | 408  | 391  |
| Domy                                                 | 278   | 278   | 278   | 287   | 292   | 288   | 306   | 290  | 143  | 125  | 107  | 155  | 103  | 139  |
| Data z roku 1961 zahrnují domy místní části Sluková. |       |       |       |       |       |       |       |      |      |      |      |      |      |      |

## Doprava
Obec je dopravně dostupná pravidelnou autobusovou linkou č. 437 (512437) dopravce DSÚK, která funguje na principu příměstské dopravy, a umožňuje spojení z a do Děčína přes Benešov nad Ploučnicí nebo z/do Verneřic, respektive Rychnova. Vzhledem k délce obce je ve Valkeřicích celkem šest zastávek. Verneřice, vzdálené od Valkeřic čtyři kilometry, mají přímé autobusové spojení s krajským městem Ústím nad Labem (linka 001452 dopravce DSÚK). Nejbližší železniční stanice je Františkov nad Ploučnicí na trati 086 z Děčína do České Lípy vzdálená od středu Valkeřic čtyři kilometry. Do roku 1978 byly Verneřice dostupné i prostřednictvím železnice z Velkého Března.
Vesnicí vede modrá turistická značka od severozápadu z Benešova nad Ploučnicí včetně odbočky k rozhledně na vrchu Kohout. Dále pokračuje na východ do Merboltic a na rozhlednu na Strážném vrchu (německy Hutberg, 599 m n. m.). Trasa končí v místě zaniklé vesnice Havraní (Rabenstein) vysídlené po roce 1945.

## Pamětihodnosti
- Zaniklý barokní kostel svaté Barbory stával v dominantní poloze na terase na svahu nad Valkeřickým potokem v horní části vsi, tedy v Horních Valkeřicích (původních Pertolticích). Předchůdcem této barokní svatyně byl středověký kostel doložený poprvé 1355.[7] Ke stavbě barokního kostela byly použit materiál z tehdy částečně zbouraného loveckého zámku. Stavbu projektoval Zacharias Hoffmann. Hoffmannův kostel byla velká jednolodní stavba s půlkruhovým presbytářem, dvěma obdélnými sakristiemi a s hranolovou věží v průčelí, kterou završovala cibulová báň. Presbytář byl orientovaný na východ. František Antonín Špork objednal nejen stavbu kostela, ale i jeho zařízení.

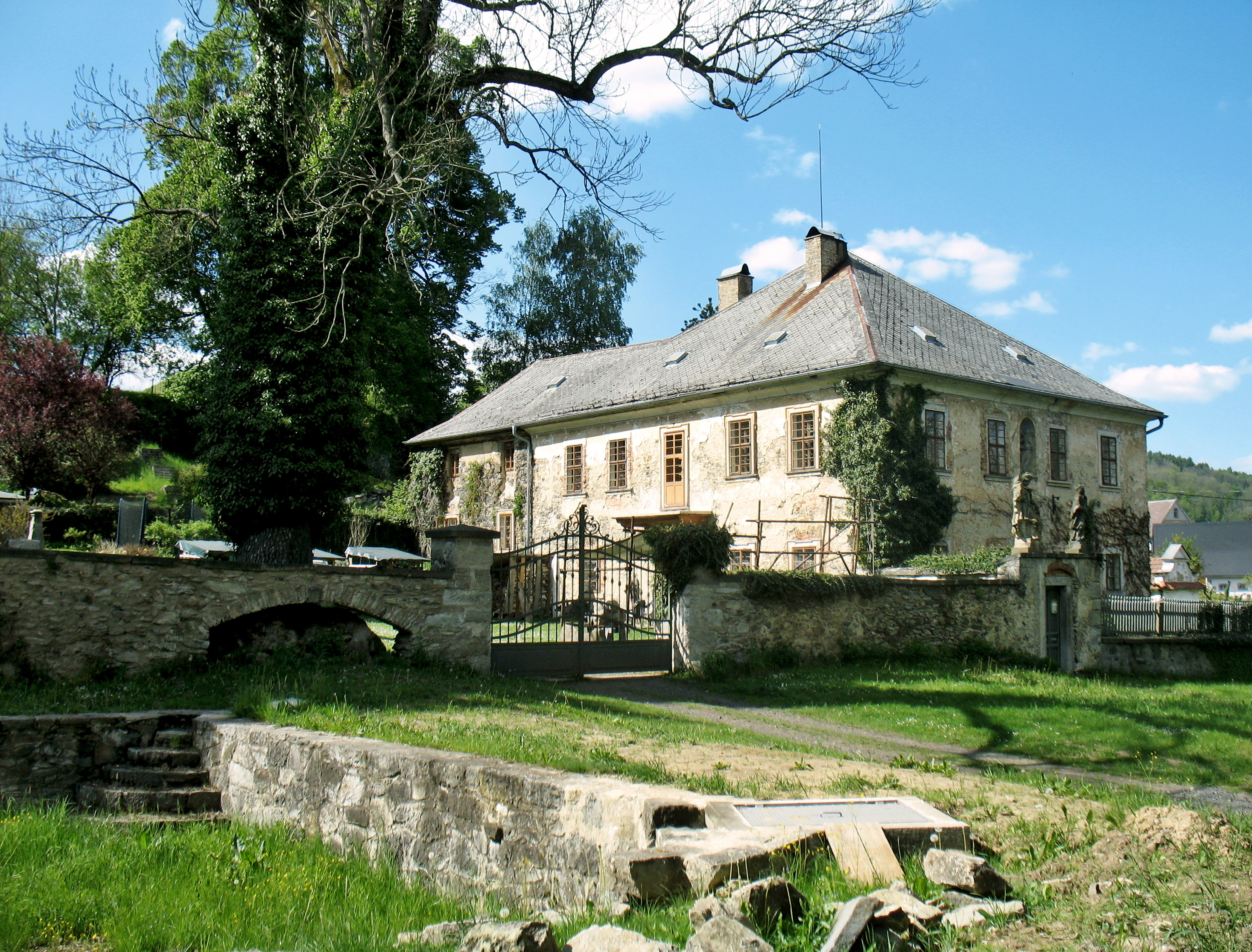
Barokní fara z roku 1704

Celek valkeřického kostela si zachoval svoji autentickou podobu až do začátku šedesátých let 20. století. Tehdy probíhaly soupisové práce kulturních památek a při nich byl objeven jeho význam, a proto byla stavba i její zařízení prohlášeny v roce 1967 za kulturní památku. Odrazem nastupující normalizace bylo v roce 1970 paradoxní rozhodnutí, že stavba, před třemi lety prohlášená za kulturní památku již nebude opravována. Když církev zažádala o příspěvek 300 000 korun na opravu střechy kostela, zareagoval ONV v Děčíně v roce 1973 dopisem na ministerstvo kultury se žádostí o sejmutí památkové ochrany. Žádosti bylo v následujícím roce vyhověno a 11. července 1975 byl kostel stržen.
Valkeřický kostel svaté Barbory se tak zařadil do skupiny cíleně likvidovaných sakrálních staveb v okolí Verneřic. Stejný osud potkal také poutní kostel Nejsvětější Trojice na Gottesbergu u Verneřic v lednu 1975), kostel svatého Bartoloměje v Rychnově (srpen 1975) a kostel svaté Kateřiny v Merbolticích (prosinec 1975). Část původního zařízení valkeřického kostela byla umístěno do verneřického kostela svaté Anny, barokní krucifix od Matyáše Bernarda Brauna byl umístěn do sbírek starého umění pražské Národní galerie. Titulní oltářní obraz svaté Barbory, který namaloval před rokem 1728 pražský malíř Kryštof Vilém Tietze, byl již roku 1968 z kostela odcizen a dlouho považován za definitivně nezvěstný nebo zničený. V roce 2011 se však obraz znovu objevil v soukromé sbírce v Čechách a následně byl opět prohlášen za kulturní památku. Od roku 2014 je umístěn v kostele svaté Anny v Jedlce.
- Pod terasou strženého valkeřického kostela stojí barokní stavba bývalé fary (čp. 37) z roku 1704, na místě staršího dřevěného stavení, od litoměřického stavitele Petra Versy (okolo 1645 – 1726). Petr Versa pocházel ze švýcarského města Verdabbio, stavitelem se však vyučil až v Praze ke konci 70. let 17. století. Od roku 1692 žil v Doksanech, kde se i oženil. V Doksanech se 1695 narodil jeho syn Petr Antonín Versa, známější z obou Versů, mj. jako autor lovosického kostela svatého Václava. Otec Petr Versa žil od roku 1699 v Litoměřicích. Mimo valkeřické fary byl Petr Versa stavitelem kostela svatého Martina ve Velkém Chvojně (1713) a fary v Krásném Lese (1716). Bývalá fara je patrová stavba čtvercového půdorysu s valbovou střechou, rozšířená v roce 1731 o užší přístavbu. Hlavní průčelí je v patře zvýrazněno nikou s barokní sochou svaté Barbory. Farní dvůr je ohrazen kamennou zdí s pilířovou brankou, na zdi před farou jsou dvě památkově chráněné barokní sochy: svatý Jan Nepomucký a Pieta. Třetí socha sv. Floriána  byla vytvořena až v 21. století jako novodobá napodobenina barokní sochy.Pozdně barokní kaple vedle fary

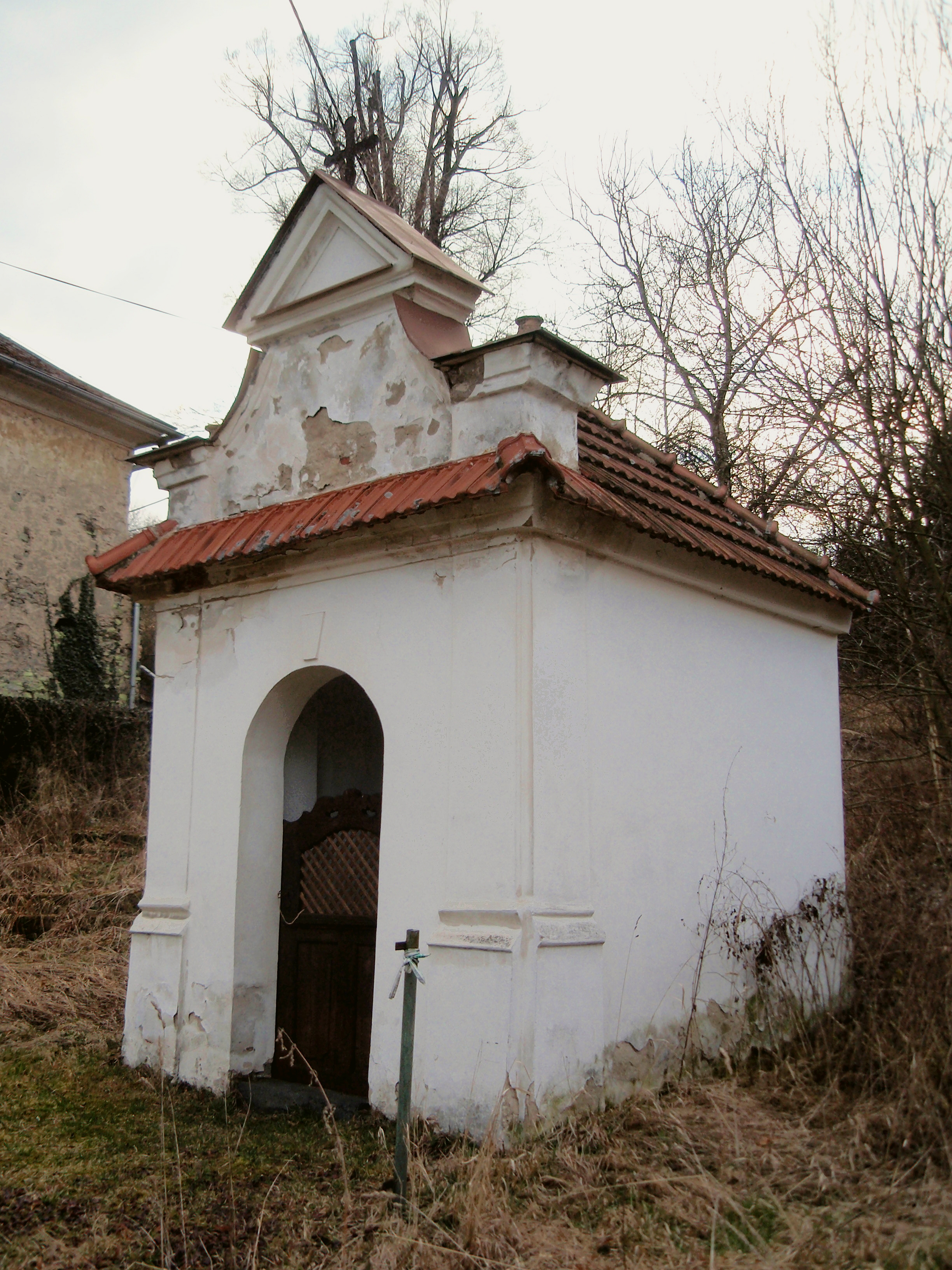
Pozdně barokní kaple vedle fary

- Po pravé straně bývalé fary stojí pozdně barokní kaple.  Od fary vedou pozůstatky někdejšího kamenného schodiště k místu, kde stával kostel svaté Barbory. Kaple byla postavena 1792, její průčelí zvýrazňují pilastry. Do roku 1975 stála v těsné blízkosti kostela ještě druhá kaple podkovovitého půdorysu, ale byla zbořena současně s kostelem.
- Přírodní rezervace Kamenná hůra

## Části obce
- Valkeřice
- Sluková

## Osobnosti
- Tobiáš Josef Antonín Seeman (1679–1750), narozený ve Valkeřicích, křtěn 3. ledna 1679, nejprve úředník na statku Valkeřice, následně kapelník hudebního ansámblu hraběte Františka Antonína Šporka, od roku 1726 též hofmistr hraběcího dvora, autor cenných deníků s podrobnými zprávami o životě hraběte Františka Antonína Šporka
- Anna Altmann (1852–1937), první ženská účastnice při založení socialistické dělnické strany (SDAP) v Hainfeldu 1888/89, se narodila v roce 1852 v údolí Ploučnice. Byla jednou z prvních sociálně demokratických političek.
- Karel May (1842–1912), německý spisovatel dobrodružných románů: příběh spjatý s Valkeřicemi začíná 1869, kdy, jak sám May zpětně tvrdil, prudká duševní deprese jej přiměla k sérii drobných podvodů a krádeží, kdy chodil v policejním převleku a zabavoval cizí věci nebo kradl, např. sadu biliárových koulí či koně. V červenci 1869 jej policie zadržela a transportovala do Bräunsdorfu. Z vězeňského transportu však May uprchl a skrýval se. Spící na půdě, promrzlý a bez peněz, byl konečně 4. ledna 1870 zatčen ve Valkeřicích. Neměl u sebe žádný průkaz. U okresního soudu v Děčíně potom vykládal vyšetřovatelům smyšlenou historku, že se jmenuje Albin Wadenbach, je synem majitele plantáže z Orby na Martiniku a že je se svým bratrem na cestě po Evropě, aby navštívili různé příbuzné. Údajně se na krátký čas rozdělili a bratr si omylem nechal u sebe všechny jeho doklady. Přesto trvalo čtyři týdny, než v Děčíně zjistili, že je ve skutečnosti pověstný saský recidivista Karel May. Byl vydán do Saska a ve Waldheimu si odpykal čtyři roky vězení.

## Galerie

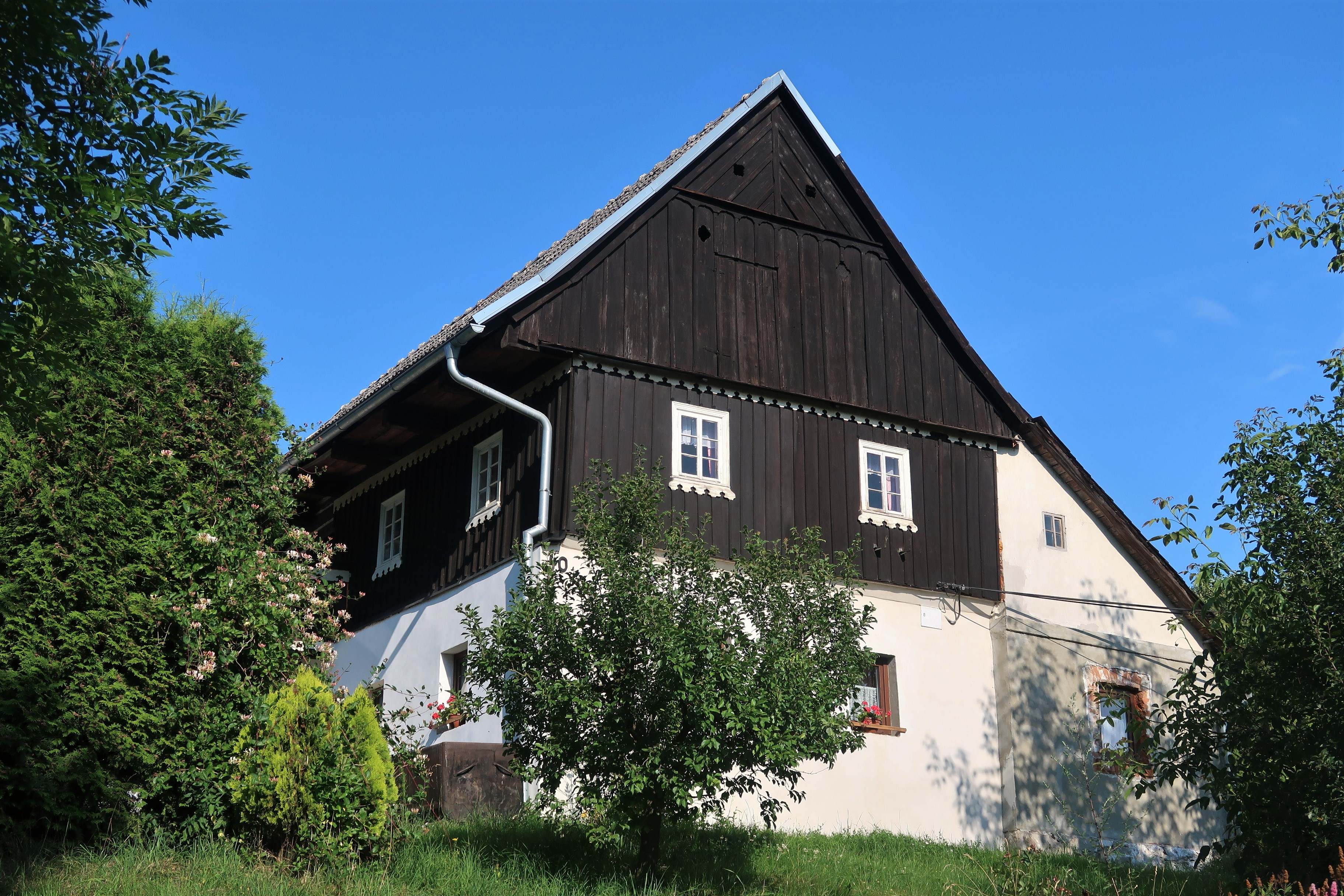
Valkeřice, č.p. 40
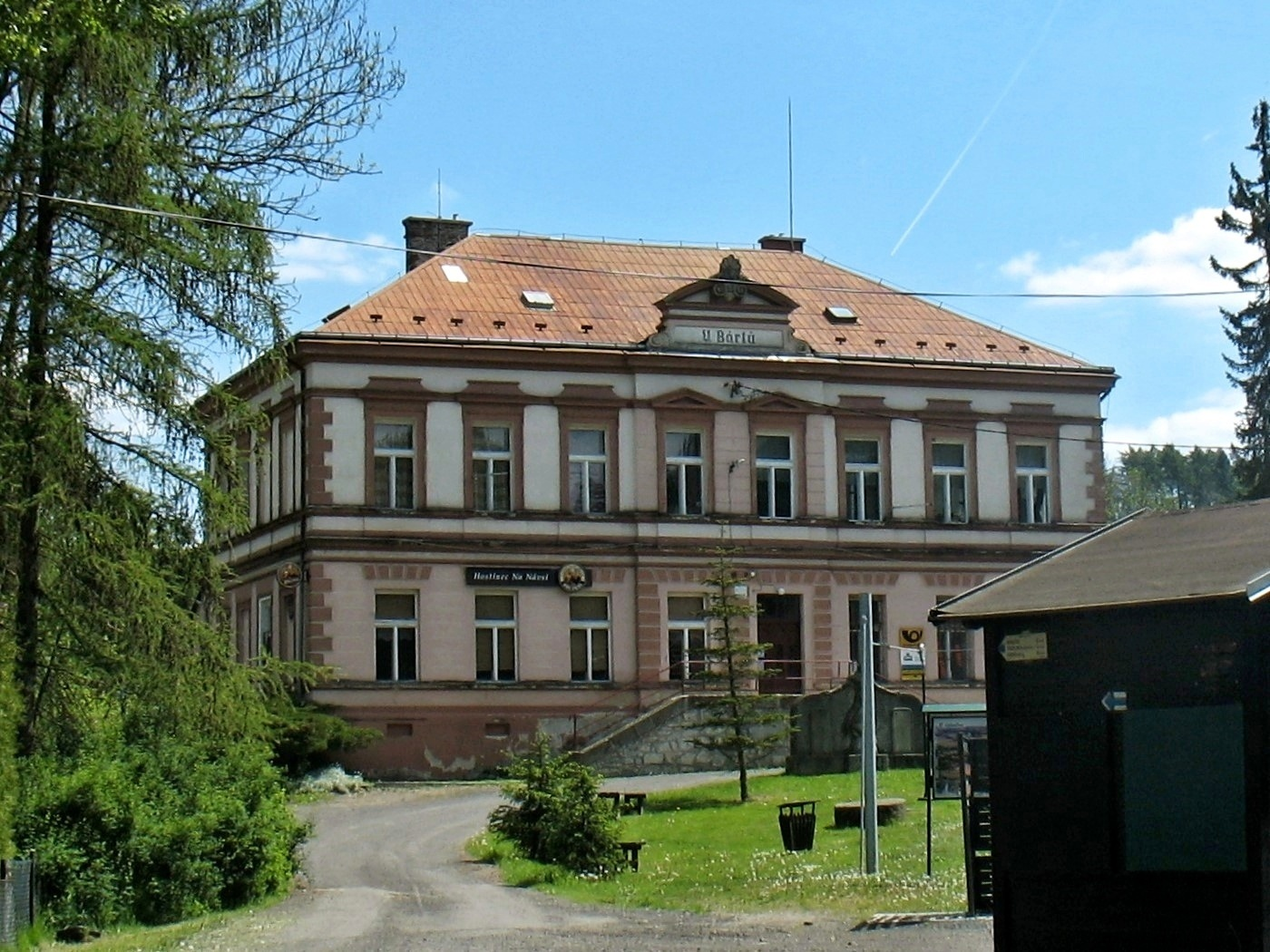
Bývalá škola
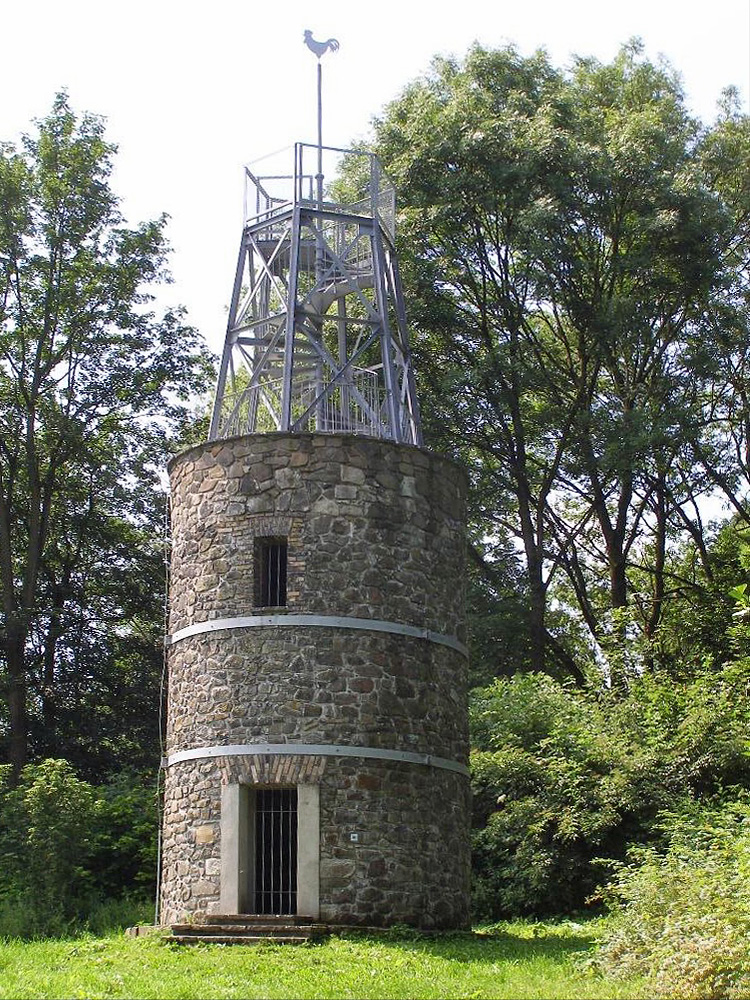
Rozhledna na vrchu Kohout
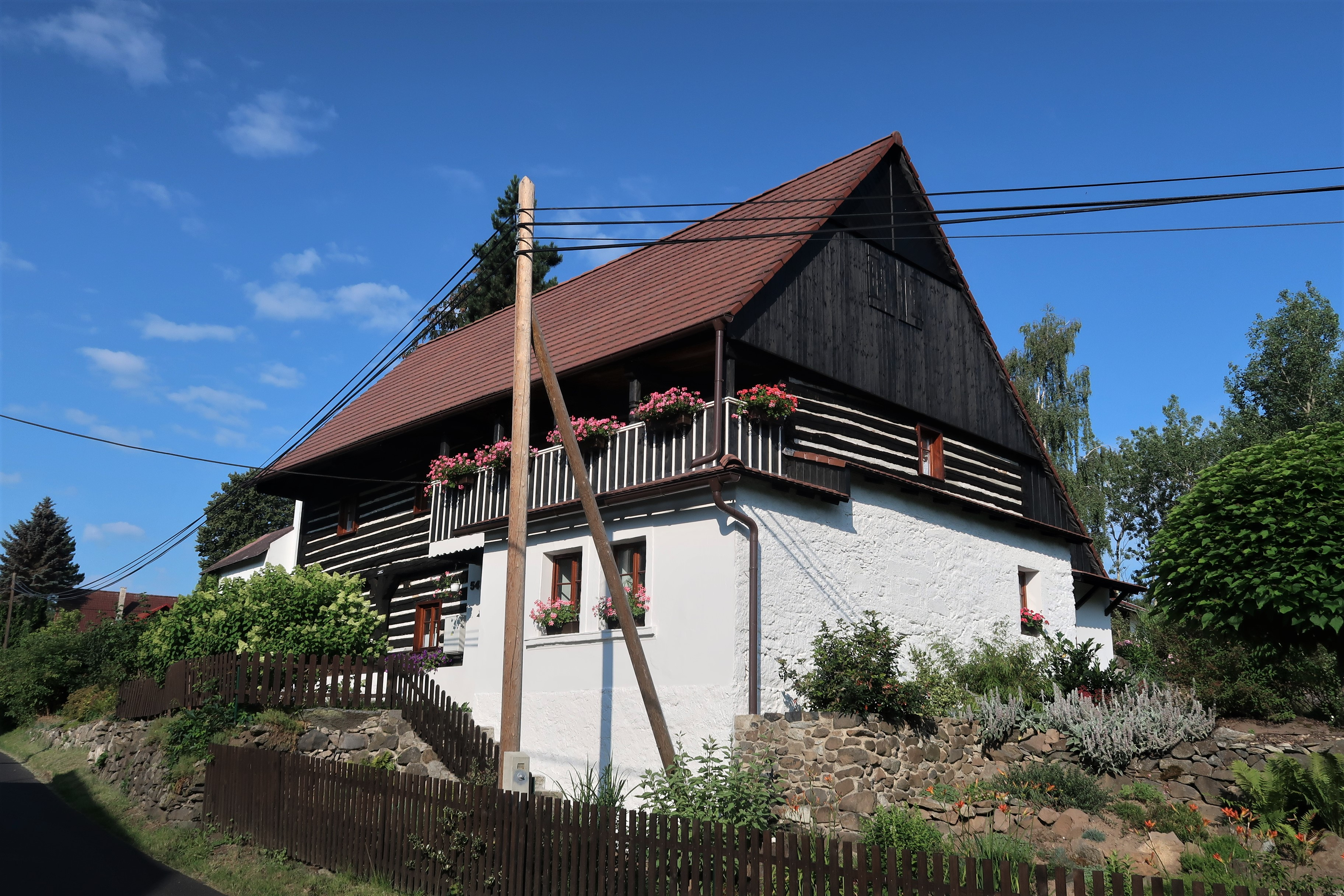
Památkově chráněná usedlost č.p. 54
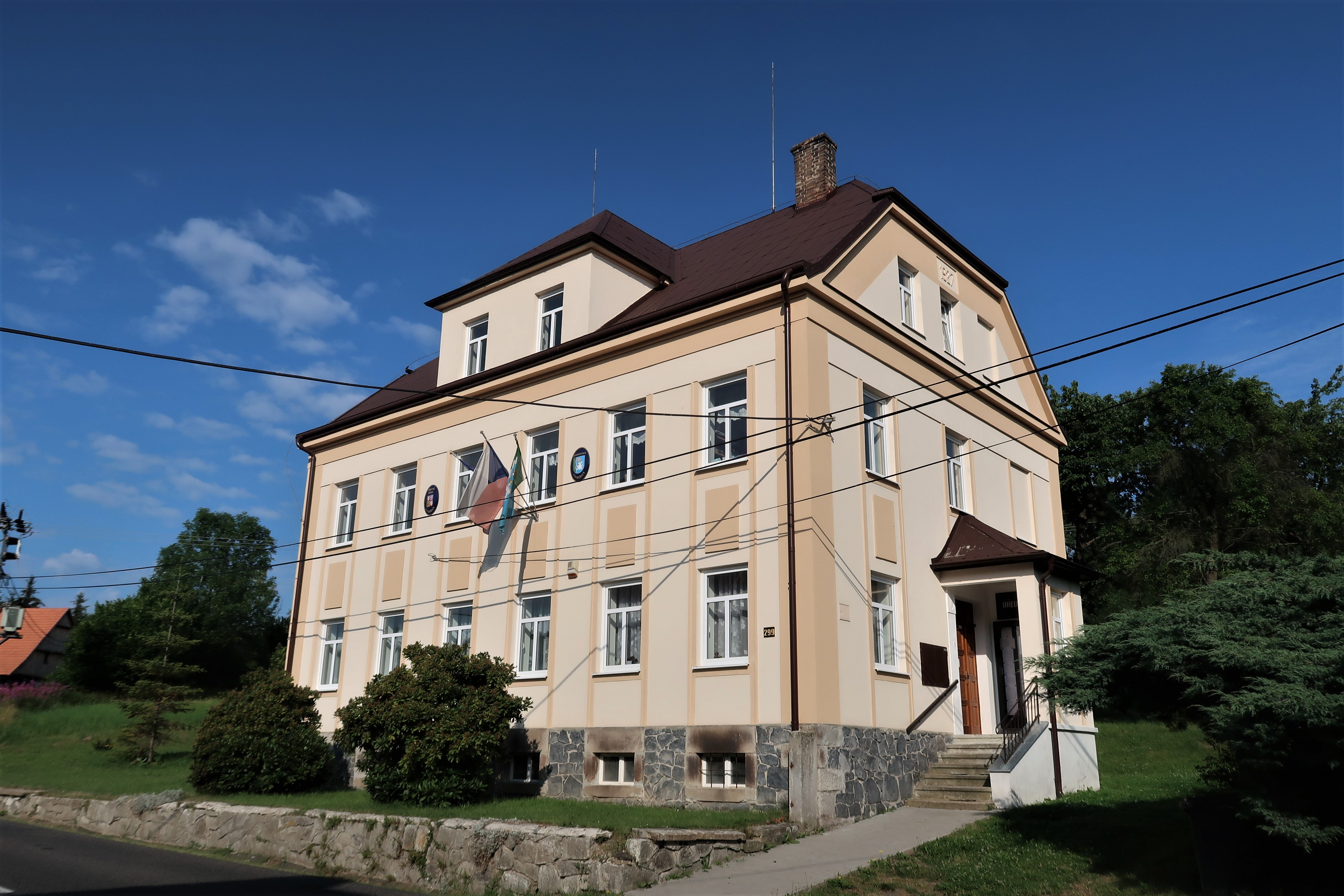
Obecní úřad